# Arthur von Weinberg
Pour les articles homonymes, voir Weinberg.
Arthur von Weinberg (né le 11 août 1860 à Francfort-sur-le-Main, Ville libre de Francfort - mort le 20 mars 1943 au camp de concentration de Theresienstadt, Protectorat de Bohême-Moravie) est un chimiste et entrepreneur allemand.

## Biographie
Il est le fils de Bernhard et Pauline Weinberg, fille de Ludwig Aaron Gans, propriétaire de Cassella, une importante entreprise chimique et pharmaceutique basée à Fechenheim (Francfort), fondée par son oncle par alliance, Leopold Cassella. La famille Gans était une célèbre famille de commerçants juifs établis à Celle depuis 150 ans, avant qu'elle ne déménage à Francfort en 1814 avec la famille Goldschmidt.
Après son abitur, il étudie la physique, la chimie, les mathématiques et la philologie classique à l'université Louis-et-Maximilien de Munich. En 1882, il obtient son doctorat sous la direction d'Adolf von Baeyer. Il travaille notamment à cette époque avec le chimiste Paul Friedlaender. La même année, il sert un an en tant que chevau-léger.
Grâce à ses travaux de chimie analytique sur la teinture, il intègre en 1883 avec son frère Carl l'usine de colorants synthétiques Cassella. L'entreprise devient la plus importante de son secteur en 1900. Il devient ami avec Paul Ehrlich, futur Prix Nobel. En 1908, lui et son frère sont anoblis par l'empereur Guillaume II (empereur allemand). En 1909, il épouse la Néerlandaise Willemine Huygens, veuve.
En 1909, il crée sa fondation qui aide la recherche en chimie physique. Il est fondateur et un temps directeur de la Senckenbergische Naturforschende Gesellschaft. En 1914, il fait partie des fondateurs de l'université de Francfort-sur-le-Main.
Il participe à la Première Guerre mondiale en tant qu'officier de réserve. En 1916, il est responsable du service de la chimie au ministère prussien de la Guerre. Après la guerre, il revient dans le milieu industriel et devient membre des conseils d'administration et de surveillance d'IG Farben.
Après l'arrivée des nazis au pouvoir, Weinberg doit démissionner en raison de l'aryanisation. En 1938, il doit brader la vente de ses biens.
Il déménage chez sa fille adoptive Marie, puis chez la comtesse Charlotte Spreti au château (de) de Pähl, près du lac Ammer en Bavière. À l'initiative du Gauleiter du district de Haute-Bavière, Paul Giesler, il est arrêté le 2 juin 1942. Après son arrivée au camp de concentration de Theresienstadt, il meurt d'une cholécystectomie. Ses cendres sont dispersées dans l'Ohře.

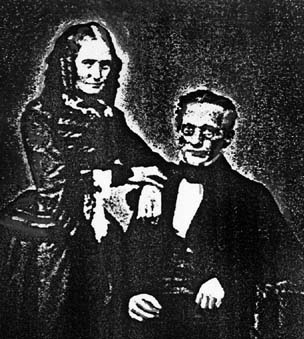
Ludwig Aaron Gans et Rosette Gans (née Goldschmidt), grands-parents maternels d'Arthur von Weinberg.
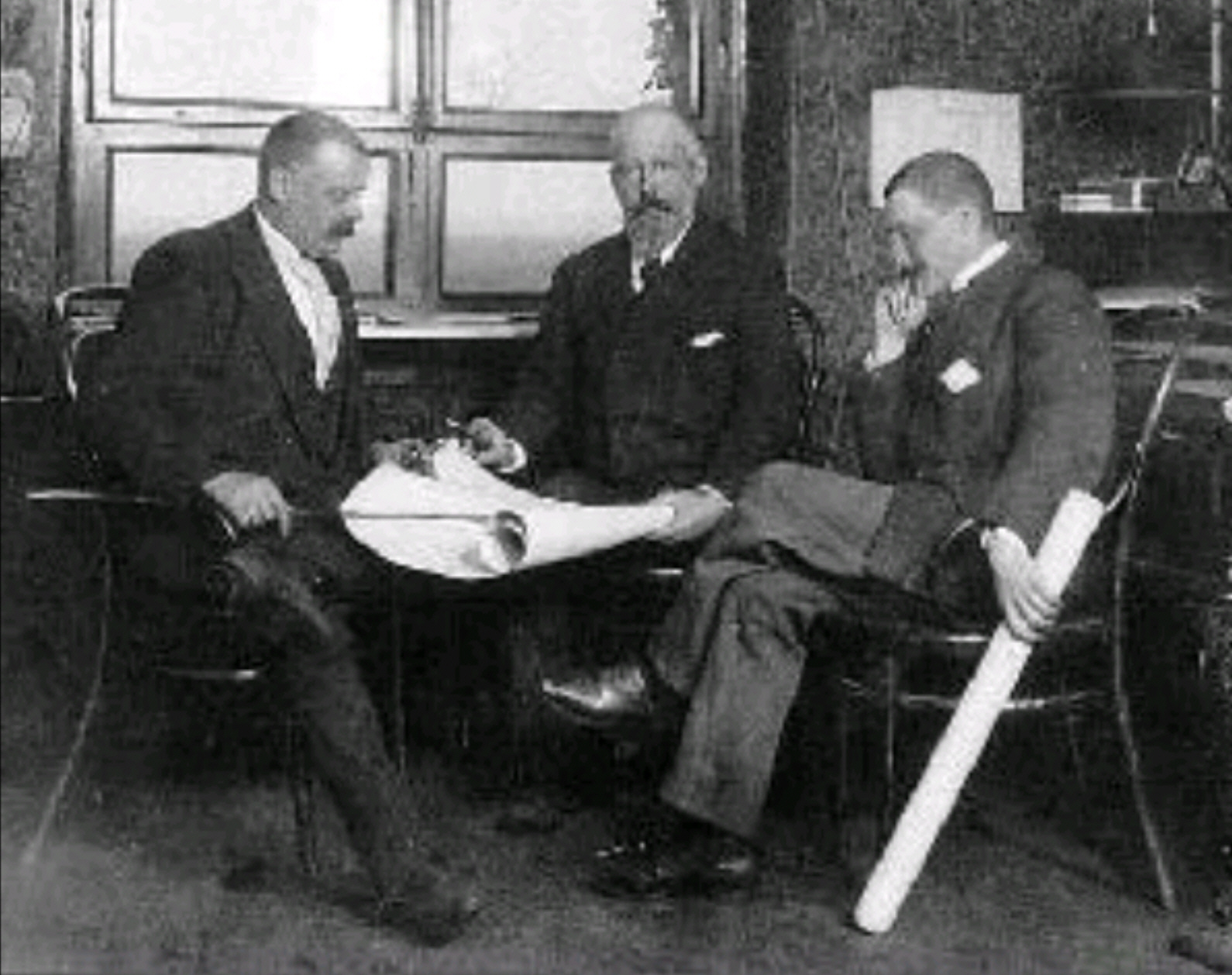
Arthur von Weinberg (droite), avec son oncle Leo Gans (centre) et Meinhard Hoffmann, directeur technique de Cassella, en 1895
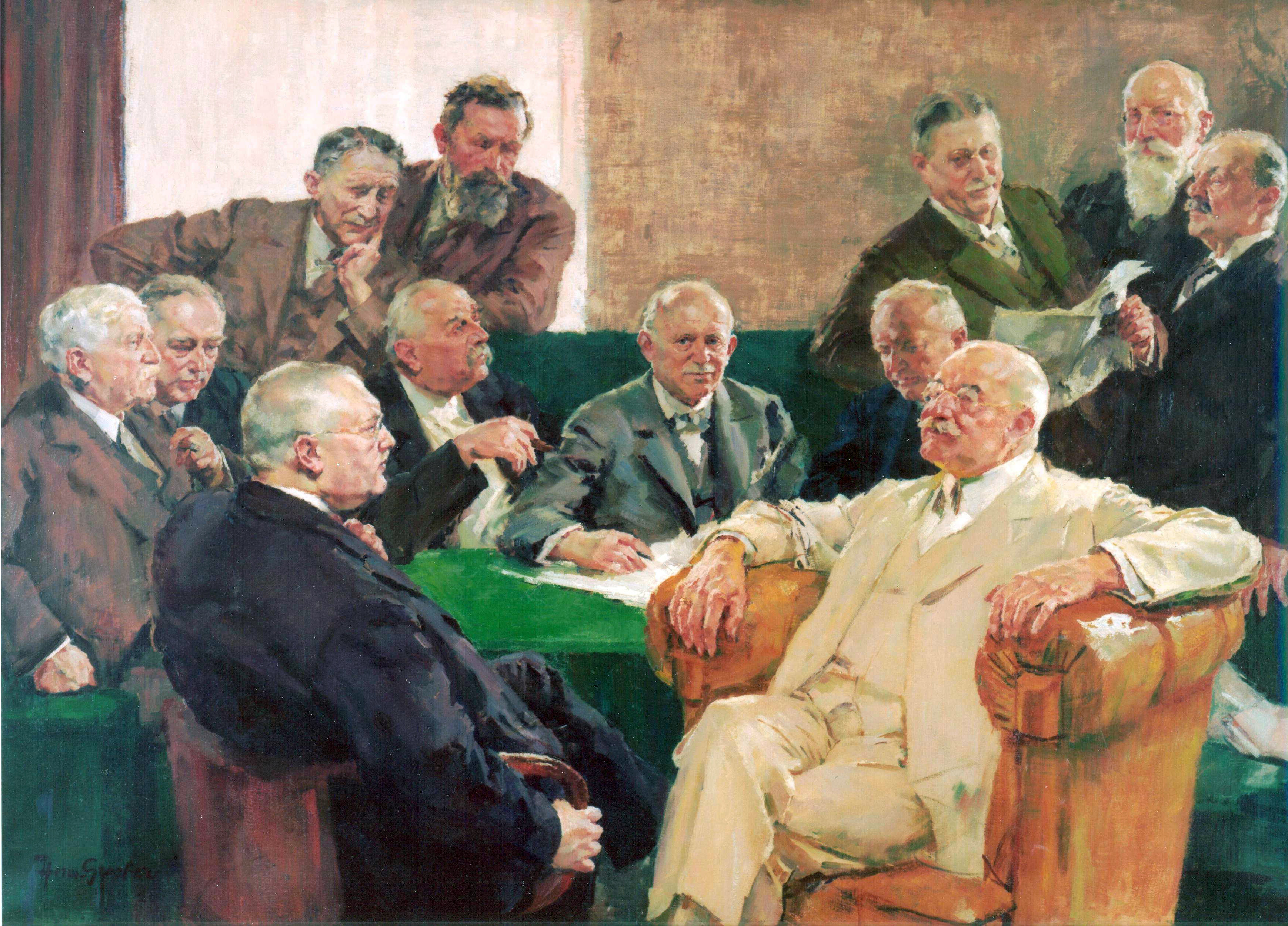
Portrait du conseil de surveillance d'IG Farben. Arthur von Weinberg est au dernier rang, à gauche, son frère Carl sur la deuxième rangée, à droite, derrière Carl Duisberg

## Honneurs
L'astéroïde (274928) von Weinberg est nommé en son honneur.